# Goussainville (Val-d’Oise)
Goussainville egy község Franciaországban. Lakosainak száma 30 952 fő (2022. január 1.).

## Földrajza
Goussainville Fontenay-en-Parisis, Bouqueval, Gonesse, Louvres, Roissy-en-France, Le Thillay és Havelu községekkel határos.